# Мир Пулад
Мир Пулад (Хайр Пулад) — хан Золотой Орды в 1364—1365 годах.

## Биография
Мир Пулад стал первым ханом Золотой Орды, представляющим род Шибана, сына хана Джучи.
Относительно правления Мир Пулада осталось очень мало информации. Согласно найденным монетам, отчеканенным в Новом Сарае в 1362—1363 годах под именем Мир Пулад, следует, что столичный город Сарай (Сарай Берке — Новый Сарай) был на некоторое время отнят у хана Мурада.
Борьба за столицу Улуса Джучи (Золотой Орды) Новый Сарай шла все время интенсивно, причем не всегда победа была на стороне ханов Нового Сарая. В осенью 1364 года Мир Пулад захватил Новый Сарай и правил почти год в Новом Сарае.
Вскоре Мир Пулад был убит Ильясом, его главным эмиром. Власть в столице перешла Азиз-шейху.